# Ken Seng
Ken Seng est un directeur de la photographie.

## Filmographie

### Longs métrages
- 1999 : Tarpaulin de Jared Trimble
- 2001 : Nightlight de Anthony Moseley
- 2004 : Zombie Honeymoon de David Gebroe
- 2006 : Street Thief de Malik Bader
- 2007 : Khuda Kay Liye de Shoaib Mansoor
- 2008 : The Poker House de Lori Petty
- 2008 : En quarantaine (Quarantine) de John Erick Dowdle
- 2009 : Obsessed de Steve Shill
- 2009 : Sœurs de sang (Sorority Row) de Stewart Hendler
- 2010 : Sexy Dance 3 The Battle (Step Up 3D) de Jon M. Chu
- 2012 : Projet X de Nima Nourizadeh
- 2012 : Disconnect de Henry Alex Rubin
- 2013 : Bad Words de Jason Bateman
- 2015 : La Famille Fang (The Family Fang) de Jason Bateman
- 2016 : Deadpool de Tim Miller
- 2017 : '77 de Patrick Read Johnson
- 2019 : Killerman de Malik Bader
- 2019 : Terminator: Dark Fate de Tim Miller
- 2023 : Ils ont cloné Tyrone (They Cloned Tyrone) de Juel Taylor

### Courts métrages
- 2002 : The Terrapin
- 2002 : Ricky David's Last Gamble
- 2002 : Janey Van Winkle
- 2003 : Coming Down the Mountain
- 2003 : The Man Who Invented the Moon
- 2003 : Rush Tickets
- 2004 : Junebug and Hurricane
- 2005 : Donnie & Clyde
- 2006 : Affair Game
- 2006 : Recalled
- 2009 : Diplomacy
- 2012 : Glamouriety
- 2013 : Gymkhana Six: The Ultimate Grid Obstacle Course
- 2017 : Destiny 2: New Legends Will Rise - Live Action Trailer

### Télévision
- 2008 : Huge
- 2017 : I'm Dying Up Here (épisode pilote)
- 2017 : Rush (épisode pilote)
- 2017 : Ghosted (épisode pilote)
- 2019 : Love, Death and Robots (épisode "Ice Age")